# グリーンデザート
グリーンデザート (Green Desert) とは、アメリカで生産され、イギリスで調教された競走馬・種牡馬である。主な勝ち鞍は1986年のジュライカップ。主戦騎手はウォルター・スウィンバーン。

## 現役時代
1985年、2歳時にデビュー。デビュー戦は2着に敗れたが2戦目のジュライステークス（G3）で勝利し、初勝利を重賞で飾った。その後、フライングチルダーズステークス（G2）にも勝利し、2歳時は5戦2勝で終える。
1986年、前哨戦のヨーロピアンフリーハンデキャップを勝って臨んだG1・マイル初挑戦となった2000ギニーでは、ダンシングブレーヴの2着に敗れる。その後、アイリッシュ2000ギニー（G1）は6着、セントジェームズパレスステークス（G2）は2着に敗れ、マイル路線からスプリント路線に回帰する。その初戦、ジュライカップで見事に勝利しG1初制覇。その後、スプリントチャンピオンシップ（G1）3着を挟んで、スプリントカップ（G2）に勝利。そしてアベイ・ド・ロンシャン賞（G1）4着を挟んで、ブリーダーズカップ・スプリント（G1）9着を最後に引退した。

## 種牡馬時代
1987年よりイギリスにあるシャドウェルスタッドで繋養される。初年度の種付け料は2万5千ポンドであった。2011年の種付けシーズン後に種牡馬を引退するまで、Desert Prince、シンコウフォレストなど、主にスプリントからマイルで活躍する産駒を多数輩出した。後継種牡馬もCape Cross、Oasis Dream、Invincible Spiritがなどが成功を収めており、ダンジグ系の中ではデインヒルに次ぐ勢いで父系を広めつつある。
2015年、老衰により安楽死措置が取られた。

## 主な産駒
- 1988年産
  - Sheikh Albadou（1991年ナンソープステークス、ブリーダーズカップ・スプリント、1992年スプリントカップ）
- 1991年産
  - Owington（1994年ジュライカップ）
- 1993年産
  - シンコウフォレスト（1998年高松宮記念）
- 1994年産
  - Cape Cross（1998年ロッキンジステークス）
- 1995年産
  - Desert Prince（1998年アイリッシュ2000ギニー、ムーラン・ド・ロンシャン賞、クイーンエリザベス2世ステークス）
  - Tamarisk（1998年スプリントカップ）
  - White Heart（2000年チャールズウィッティンガムメモリアルハンデキャップ、2001年WRターフクラシック）
- 1996年産
  - メジロダーリング（2001年函館スプリントステークス、アイビスサマーダッシュ）
- 1997年産
  - Invincible Spirit（2002年スプリントカップ）
- 1998年産
  - Rose Gypsy（2001年プール・デッセ・デ・プーラン）
- 1999年産
  - Heat Haze（2003年ビヴァリーD.ステークス、メートリアークステークス）
- 2000年産
  - Desert Lord（2006年アベイ・ド・ロンシャン賞）
  - Oasis Dream（2002年ミドルパークステークス、2003年ジュライカップ、ナンソープステークス）
- 2003年産
  - Markab（2010年スプリントカップ）

### 母の父としての主な産駒
- 1995年産
  - Almutawakel（1998年ジャンプラ賞、1999年ドバイワールドカップ）
- 1996年産
  - Pipalong（2000年スプリントカップ）
- 2004年産
  - Christmas Kid（2007年アッシュランドステークス）
- 2006年産
  - Total Gallery（2009年アベイ・ド・ロンシャン賞）
- 2007年産
  - Lucky Nine（2011年香港スプリント、2013年・2014年クリスフライヤーインターナショナルスプリント）
- 2009年産
  - Lyric of Light（2011年フィリーズマイル）
  - Wrote（2011年ブリーダーズカップ・ジュヴェナイルターフ）
  - Was（2012年オークスステークス）
- 2010年産
  - Makfi（2010年2000ギニーステークス、ジャック・ル・マロワ賞）
  - ティーハーフ（2015年函館スプリントステークス）
- 2011年産
  - Bracelet（2014年アイリッシュオークス）
- 2014年産
  - Mirage Dancer（2020年メトロポリタンハンデキャップ）
- 2015年産
  - Athena（2018年ベルモントオークスインビテーショナルステークス）
- 2018年産
  - Mother Earth（2021年1000ギニーステークス、ロートシルト賞）
- 2019年産
  - Desert Crown（2022年ダービーステークス）

## 血統表
| グリーンデザートの血統（ダンジグ系／Nearco 4×5=9.38% Mahmoud 5×5=6.25% ） | グリーンデザートの血統（ダンジグ系／Nearco 4×5=9.38% Mahmoud 5×5=6.25% ） | グリーンデザートの血統（ダンジグ系／Nearco 4×5=9.38% Mahmoud 5×5=6.25% ） | （血統表の出典） | （血統表の出典） |
| 父 Danzig 1977 鹿毛                                                       | 父の父Northern Dancer 1961 鹿毛                                           | Nearctic                                                                  | Nearco           | Nearco           |
| 父 Danzig 1977 鹿毛                                                       | 父の父Northern Dancer 1961 鹿毛                                           | Nearctic                                                                  | Lady Angela      |                  |
| 父 Danzig 1977 鹿毛                                                       | 父の父Northern Dancer 1961 鹿毛                                           | Natalma                                                                   | Native Dancer    | Native Dancer    |
| 父 Danzig 1977 鹿毛                                                       | 父の父Northern Dancer 1961 鹿毛                                           | Natalma                                                                   | Almahmoud        |                  |
| 父 Danzig 1977 鹿毛                                                       | 父の母Pas de Nom 1968 黒鹿毛                                              | Admiral's Voyage                                                          | Crafty Admiral   | Crafty Admiral   |
| 父 Danzig 1977 鹿毛                                                       | 父の母Pas de Nom 1968 黒鹿毛                                              | Admiral's Voyage                                                          | Olympia Lou      |                  |
| 父 Danzig 1977 鹿毛                                                       | 父の母Pas de Nom 1968 黒鹿毛                                              | Petitioner                                                                | Petition         | Petition         |
| 父 Danzig 1977 鹿毛                                                       | 父の母Pas de Nom 1968 黒鹿毛                                              | Petitioner                                                                | Steady Aim       |                  |
| 母 Foreign Courier 1979 鹿毛                                              | 母の父Sir Ivor 1965 鹿毛                                                  | Sir Gaylord                                                               | Turn-to          | Turn-to          |
| 母 Foreign Courier 1979 鹿毛                                              | 母の父Sir Ivor 1965 鹿毛                                                  | Sir Gaylord                                                               | Somethingroyal   |                  |
| 母 Foreign Courier 1979 鹿毛                                              | 母の父Sir Ivor 1965 鹿毛                                                  | Attica                                                                    | Mr.Trouble       | Mr.Trouble       |
| 母 Foreign Courier 1979 鹿毛                                              | 母の父Sir Ivor 1965 鹿毛                                                  | Attica                                                                    | Athenia          |                  |
| 母 Foreign Courier 1979 鹿毛                                              | 母の母Courtly Dee 1968 黒鹿毛                                             | Never Bend                                                                | Nasrullah        | Nasrullah        |
| 母 Foreign Courier 1979 鹿毛                                              | 母の母Courtly Dee 1968 黒鹿毛                                             | Never Bend                                                                | Lalun            |                  |
| 母 Foreign Courier 1979 鹿毛                                              | 母の母Courtly Dee 1968 黒鹿毛                                             | Tulle                                                                     | War Admiral      | War Admiral      |
| 母 Foreign Courier 1979 鹿毛                                              | 母の母Courtly Dee 1968 黒鹿毛                                             | Tulle                                                                     | Judy-Rae F-No.A4 |                  |